# Das indische Grabmal (1938)

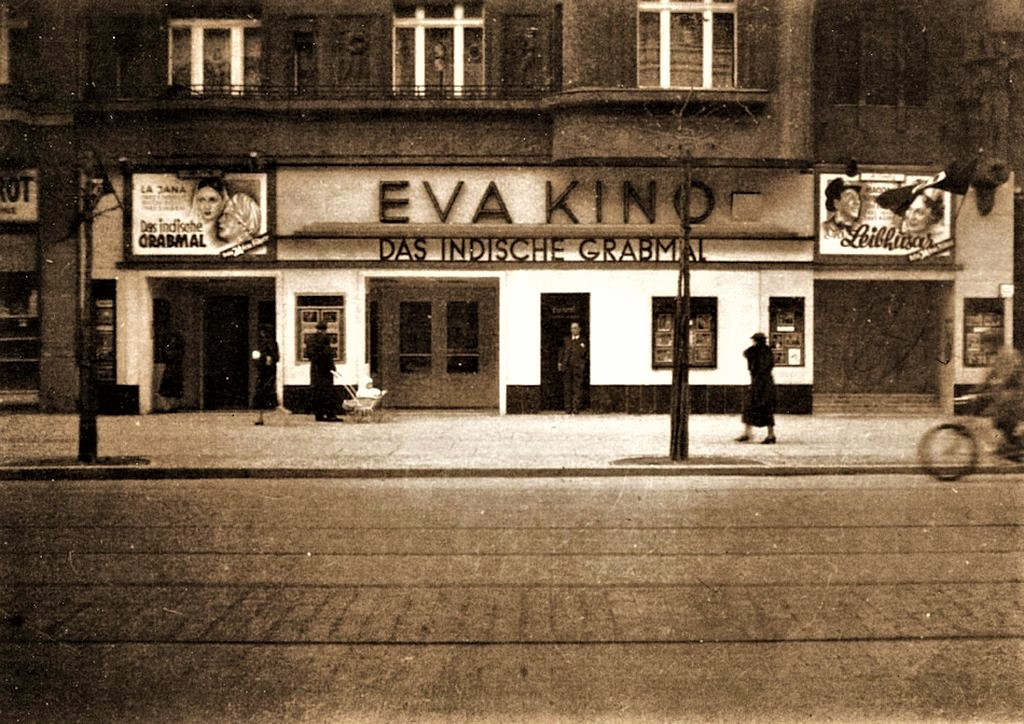
Im Kino Eva-Lichtspiele, Blissestraße (Berlin)

Das indische Grabmal ist der zweite Teil des Abenteuerfilms Der Tiger von Eschnapur des Regisseurs Richard Eichberg, gedreht im Jahr 1937 in Udaipur und Mysore (Indien), sowie in Berlin-Johannisthal. Das Drehbuch schrieben Richard Eichberg, Arthur Pohl, Hans Klaehr und Thea von Harbou nach dem gleichnamigen Roman von Thea von Harbou. Die Uraufführung des Films fand statt am 28. Januar 1938 in Wuppertal-Elberfeld, die erste Berliner Aufführung am 26. Februar 1938 im Ufa-Palast am Zoo.

## Handlung
Die Fortsetzung des Films Der Tiger von Eschnapur zeigt die als Reise des Maharadschas mit Irene Traven und Prinz Ramigani getarnte Jagd nach Sitha und Sascha um die Welt, während in Indien Fürbringer, Emil Sperling und dessen Frau Lotte Sperling an den Bauprojekten des Maharadschas arbeiten. In Bombay gelingt es Ramigani, Sitha in einem zweitklassigen Varieté aufzuspüren. Vorher kann Sitha aber mit Irene Traven Kontakt aufnehmen. Bevor beide miteinander sprechen können, wird Sitha von Prinz Ramigani entführt. Während der Maharadscha mit seinem Gefolge nach Eschnapur reist und Irene sein Land zeigt, schmiedet Ramigani mit anderen Adeligen des Landes eine Revolte mit dem Ziel, dass Ramigani selbst Maharadscha wird. Sitha wird in ein abgelegenes Bergschloss gebracht, doch Sithas Dienerin Myrrha schafft es, Irene zu einem Gespräch mit Sitha in das streng bewachte Bergschloss zu schmuggeln. Als Irene um Gnade für Sitha beim Maharadscha bittet, lehnt dieser ab. Während Ramigani die Ermordung von Chandra während eines Festes plant, lässt er Irene Traven und Fürbringer gefangen nehmen. Emil Sperling entkommt als Inderin verkleidet der Gefangennahme und befreit mit Hilfe von Sascha Demidoff Fürbringer und Irene. Für das Fest zwingt Ramigani Sitha zu tanzen. Als sie sich in ihrem Tanz dem Maharadscha nähert und vor dem Anschlag durch Ramigani warnt, wird sie erschossen. Auch die ausbrechende Revolte wird niedergeschlagen und Ramigani stirbt auf der Flucht vor seiner gerechten Strafe. Der Maharadscha bittet nun Fürbringer zu bleiben, um das Grabmal für Sitha zu vollenden.

## Produktion und Kinoauswertung
Beide Filme wurden von Richard Eichberg produziert (Richard-Eichberg-Film GmbH, Berlin) unter der Produktionsleitung von Georg Wittuhn. Für beide Filme reiste die gesamte Filmcrew nach Indien und es wurde an Originalschauplätzen unter der persönlichen Schirmherrschaft des Maharadschas von Udaipur gedreht. Für einige Tanzszenen wurde das berühmte indische Menaka-Bellett engagiert. Die Choreografien von La Jana überwachte der Choreograf Hans Gérard.
Der Regisseur Richard Eichberg war Zeuge eines Kampfes auf Leben und Tod zwischen einem Tiger und einem Wildschwein, welches er in allen blutigen Details der Presse gegenüber anschaulich schilderte. Alexander Golling, der den glutäugigen Bösewicht Ramigani spielte, soll sogar in den Genuss gekommen sein, als Heiliger verehrt zu werden, so die Randnotizen aus der Presse. „Man drehte in den Bergen, inmitten einfacher Bergbauern. Zahllose Einheimische säumten den Weg. Golling erinnerte sich, dass er immer einen Turban tragen mußte und auch in dem heißen Klima sein Kostüm mit dunklem Make-up. Einmal nahm er den Turban ab und zum Vorschein kamen seine blonden Haare. Die Einheimischen wußten nichts von Make-up und dachten das Golling wirklich ein Inder sei. Alles erschrak – ein Inder mit blonden Haaren! Man glaubte damals wohl einen Gott vor sich zu haben und es hat angeblich einige Zeit gedauert, bis man den Menschen klarmachen konnte, dass Alexander Golling weder ein Inder noch ein Gott war.“ Fieber, Durchfall und die ungewohnte Hitze sorgten bei den Schauspielern für Schwächeanfälle und rapiden Gewichtsverlust, so dass einige Szenen später in Deutschland im Studio nachgedreht werden mussten, nachdem sich die Schauspieler erholen konnten und wieder zugenommen hatten. Für die Szenen, die in Deutschland nachgedreht wurden, hatte man eine indische Märchenwelt mit Palästen und Tempeln auf dem Filmgelände in Berlin-Johannisthal nachgebaut.
Die Filme Der Tiger von Eschnapur und Das indische Grabmal wurden nach Kriegsende unter dem Titel Indische Rache neu zusammengefasst und in den deutschen Kinos gezeigt.
Parallel wurde – ebenfalls unter der Regie von Eichberg – auch eine französische Fassung mit dem Titel Le Tombeau hindou hergestellt. Die Hauptrollen waren – mit Ausnahme von Prinz Chandra, der von dem in München geborenen Schnittmeister und Schauspieler Max Michel verkörpert wurde – zumeist mit französischen Darstellern besetzt. Es wirkten Alice Field (Sitha), Pola Illéry (Myrrha) und Roger Karl als Prinz Ramigani mit.
Die in Deutschland gedrehten Außenaufnahmen wurden in Woltersdorf bei Berlin gedreht. Im dortigen Aussichtsturm gibt es eine umfangreiche Dokumentation  mit Fotos und Ausstellungsstücken zum "Hollywood des Ostens".

## Hintergrund
Die Autorin Thea von Harbou arbeitete nur am Drehbuch für den Film „Das indische Grabmal“ mit, nicht am Drehbuch des ersten Teils „Der Tiger von Eschnapur“. Alle bisherigen Verfilmungen des Romans, der den Titel „Das indische Grabmal“ trägt, orientieren sich nur an der Romanhandlung. Für die erste Verfilmung von 1921 (Das indische Grabmal (1921)) schrieben Fritz Lang und Thea von Harbou das Drehbuch. Zwar war Fritz Lang schon 1921 als Regisseur im Gespräch, Joe May (damaliger Produzent und Regisseur) zog das Projekt aber mit der Begründung an sich, Lang sei für ein solch teures und monumentales Filmprojekt zu jung und unerfahren. In der Filmfassung von 1959 übernahm der aus der Emigration in die USA nach Deutschland zurückgekehrte Fritz Lang die Regie.
Der Erfolg der „indischen Filme“ von Richard Eichberg festigte nachhaltig den Ruhm von La Jana als exotische Tänzerin.

„Nach Ende des zweiten Weltkrieges, im Jahr 1958, versuchte der nach der Machtübernahme in die USA emigrierte Regisseur Fritz Lang, ein Remake beider Filme mit Debra Paget und Paul Hubschmid. Obwohl beide Filme die ganze Pracht Indiens in Farbe zeigten, kamen sie beim Publikum nicht an. Die schöne Debra Paget war der erotischen-sanften Attraktion von La Jana nicht gewachsen.“

## Kritik
„Exotische Schauplätze und Abenteuer, Intrige und Verrat, Romanze und Rachsucht: Aus diesen Ingredienzen erprobter amerikanischer Vorbilder und tradierter Trivialromantik der deutschen Populärliteratur mixte dieser monumentale Abenteuerfilm in zwei Teilen einen publikumswirksamen Cocktail. Die Grenze zum Kitsch wird in diesem Spektakel, das zu den aufwändigsten deutschen Produktionen der dreißiger Jahre zählt, mehr als nur gestreift, doch das gehört zu den Charakteristika des Genres. Betörend elegant ist die Tänzerin La Jana als stolze, leidenschaftliche Maharani.“

„Der Regisseur Roland Eichberg wusste, was er seinem Publikum bieten musste. La Janas Kostüme waren atemberaubend schön und das Publikum sollte sich an ihren weiblichen exotischen Reizen begeistern. Nichts war zu teuer oder zu opulent um den märchenhaften Reichtum der indischen Königspaläste im Film nachzustellen. Für verschiedene Tanzszenen wurde das berühmte indische Menaka-Ballett engagiert. Auch La Janas Garderobe war entsprechend spektakulär: glitzernde Ranken bedeckten knapp ihren Busen, Kopf und Schultern und nur eine goldene Schärpe schlingt sich um ihre schmalen Hüften, als sie in einer Szene als Tempeltänzerin auf den Händen einer imposanten indischen Gottheit erwacht. Diese Revueszene gehört wohl zu den schönsten und eindrucksvollsten, die in dem Film „Der Tiger von Eschnapur“ zu sehen sind.“

„Gegen den Regisseur des zweiten Indischen Grabmals aber, Richard Eichberg, war Joe May der reine Eisenstein. Seit Mitte der zehner Jahr unaufhörlich Filme ausstoßend, war Eichberg der König der Berliner Schnauze und von einer geradezu wollüstigen spekulativen Bedenkenlosigkeit, und "zwischen Frivolität und Laszivität mußte sich auch seine Schauspielergarde bewegen können" (Werner Holba: Geschichte des deutschen Tonfilms). In seiner Fassung der Indien-Filme erklimmt der bombastische Kitsch himmlische Höhen (diese Fassung ist dank unaufhörlicher Wiederaufführungen in Kino und Fernsehen die bekannteste). Wie May setzte auch Eichberg seine Frau, Kitty Jantzen, in einer weiblichen Hauptrolle ein. Das Beste an dem Film ist natürlich die schöne La Jana (die vollendete Blöße, Alfred Polgar), wie sie mit ihren schönen Gliedern durch den Film gleitet als Hohepriesterin eines Kultes, der überhaupt nicht daran denkt, die kalten Statuen eines Shiva zu feiern, weil er seine heiße Befriedigung in sich selber findet.“

## Bedeutung
Das indische Grabmal ist ein opulenter Abenteuerfilm, der mit vielen Aufnahmen indischer Paläste und Landschaften, prächtigen exotischen Kostümen und Tänzen, märchenhaft anmutenden Interieurs und Kulissen den Zuschauer in eine fremde Welt entführen und unterhalten sollte (u. a. ist ein Elefantenkampf, der in Indien gedreht wurde, im Film zu sehen). Damit ist er untypisch für die deutschen Kinoproduktionen der Jahre kurz vor dem Zweiten Weltkrieg. Das dramaturgische Konzept mit zwei aufeinander aufbauenden abendfüllenden Filmen entsprach mehr vorhergehenden Verfilmungen wie Die Spinnen, Dr. Mabuse, der Spieler oder Die Nibelungen. Die Bauten und Kostüme stammten von Willi A. Herrmann und Alfred Bütow (Gesamtausstattung).